# Helmut Dotzler
Helmut August Dotzler (* 1. Juli 1957 in Erlangen) ist ein Brigadegeneral a. D. der Luftwaffe der Bundeswehr. Er war zuletzt vom 27. November 2013 bis 30. September 2019 Kommandeur des Landeskommandos Bayern.

## Militärische Laufbahn
Dotzler trat 1976 in die Bundeswehr ein und startete seine Ausbildung zum Offizier. Sein Studium zum Diplom-Betriebswirt (FH) absolvierte er an der Universität der Bundeswehr München. Ab 1980 folgte seine Ausbildung zum Flugabwehrraketenoffizier (FlaRakOffizier) in El Paso, Texas. Danach diente Dotzler zehn Jahre in Erding, unter anderem als Nachschuboffizier und Staffelchef. Von 1991 bis 1993 absolvierte er erfolgreich den 36. Generalstabslehrgang der Luftwaffe in Hamburg. Im Anschluss bekleidete er den Posten als Referent des Führungsstabs im Bundesverteidigungsministerium (BMVg) in Bonn. Ab 1996 war er als Abteilungsleiter im Luftwaffenamt in Köln tätig, wo er Projektleiter für die Aufstellung des Flugausbildungszentrums der Luftwaffe in den USA war. 1998 wurde er Dezernatsleiter des Luftwaffenunterstützungskommandos (LwUKdo) Köln und war zuständig für die Weiterentwicklung der Logistik der Luftwaffe.  Ab 1999 erfolgte die Verwendung als Adjutant des Inspekteurs der Luftwaffe in Bonn. 2002 war er als Kommandeur des Luftwaffenversorgungsregiment 8 (LwVersRgt 8) in Mechernich und dem Logistik-Regiment 46 (LogRgt 46) in Diez tätig. Dotzler wurde 2004 als Referatsleiter erneut im Ministerium eingesetzt. Danach war er von 2005 bis 2008 für die NATO in Belgien tätig, bevor er 2009 wieder für den Führungsstab „Mobilität der Streitkräfte“ im BMVg arbeitete. Ab 2010 war Dotzler Leiter des Büros für den Parlamentarischen Staatssekretär Christian Schmidt in Berlin. Zwischen 2012 und 2013 war er Leiter des Deutschen Verbindungskommandos im Hauptquartier United States Central Command in Tampa/USA.
Am 27. November 2013 übernahm Oberst Helmut Dotzler die Dienststellung eines Kommandeurs des Landeskommandos Bayern (Kdr LKdoBY) von Johann Berger und wurde der erste Offizier, der auf diesem Dienstposten zum General befördert wurde. Brigadegeneral Dotzler wurde mit Ablauf des 30. September 2019 in den Ruhestand versetzt.

## Privates
Dotzler ist verheiratet und hat zwei Söhne.